# Glock 37
Die Glock 37 ist eine Selbstladepistole im Kaliber .45 GAP. Hersteller ist die österreichische Firma GLOCK Ges.m.b.H.

## Design
Die Glock 37 nutzt das Griffstück der Glock 17, der Schlitten jedoch ist genauso breit wie der der Glock 20/21.